# محمود بن سعود الحليبي
محمود بن سعود بن عبد العزيز بن محمد الحليبي هو شاعر سعودي. من مواليد مدينة الهفوف في محافظة الأحساء بالمنطقة الشرقية في المملكة العربية السعودية عام 1389 هـ / 1969 م.

## التعليم
- درس الابتدائية بمدارس مختلفة في الهفوف، ثم التحق بالمعهد العلمي بالأحساء التابع لجامعة الإمام محمد بن سعود الإسلامية لدراسة المتوسطة والثانوية.
- تخرج من قسم اللغة العربية بكلية الشريعة بالأحساء التابعة للجامعة نفسها عام 1410 هـ.
- نال درجة الماجستير بدرجة امتياز عام 1418 هـ، تحقيق الباب الأول من كتاب (روض الآداب) للشهاب الحجازي المتوفى سنة 857 هـ.
- نال درجة الدكتوراة بدرجة امتياز مع مرتبة الشرف الأولى عام 1425 هـ، وذلك في الأدب العباسي تحت عنوان: (الحركة الأدبية في مجالس هارون الرشيد - دراسة موضوعية وفنية).
- حاليًّا أستاذ مساعد في الأدب العربي ونقده في كلية الشريعة والدراسات الإسلامية التابعة لجامعة الإمام، ووكيل قسم اللغة العربية فيها سابقًا.

## عضويات
- عضو برابطة الأدب الإسلامي العالمية.
- عضو مجلس إدارة نادي الأحساء الأدبي، ورئيس لجنة المطبوعات فيه، ورئيس تحرير مجلة المشقر الصادرة عن النادي.
- عضو الجمعية العلمية السعودية للأدب.
- عضو الجمعية العلمية السعودية للغة العربية.
- مستشار أسري في مركز التنمية الأسرية التابع لجمعية البر الخيرية بالأحساء.

## د. محمود والشعر
بدأ كتابة الشعر في سن مبكرة، ونشر نتاجه الشعري والنثري منذ عام 1408 هـ في الصحف والمجلات السعودية والخليجية، كالمجلة العربية، والحرس الوطني، ومجلة الفيصل، واليمامة، ومجلة الشرق السعودية، والإصلاح الإماراتية، والمجتمع الكويتية، والمستقبل الإسلامي، وصحيفة اليوم، والجزيرة، وعكاظ، والندوة والمدينة.
شارك في العديد من المحافل الوطنية، والأمسيات الشعرية، والندوات الأدبية.

## إصدارات ومؤلفات
- له مجموعتان شعريتان، الأولى بعنوان: «أشواك على طريق الأمل»، والأخرى بعنوان: «تقولين !»، كذلك له ثلاث مجموعات شعرية أخرى تحت الإعداد وفي طريقها للطبع.
- (الحركة الأدبية في مجالس هارون الرشيد)، عن الدار العربية للموسوعات ببيروت عام 1428 هـ، في ثلاثة مجلدات.
- كتيب صغير بعنوان: «كي لا تنكسر التحفة !» عن دار الوطن.

.